# Протестантизм в Нигерии

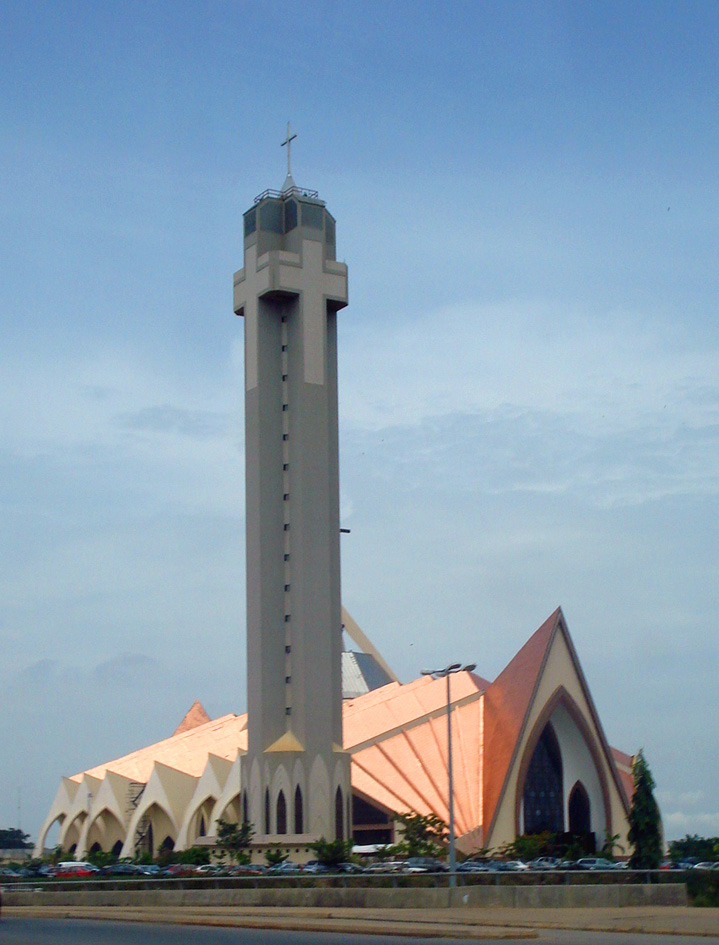
Протестантский храм в Абудже

Протестантизм в Нигерии — крупнейшее направление христианства в стране. По данным исследовательского центра Pew Research Center в 2010 году в Нигерии проживало 59,7 млн протестантов, которые составляли 37,7% населения страны. За последние 40 лет численность прихожан протестантских церквей значительно выросла; в 1970 году в стране было лишь 10 млн протестантов (или 18,5% населения).

## Исторический обзор
Первым протестантским миссионером на территории современной Нигерии считается Томас Фримэн (1809—1890). Сын бывшего раба, Томас Фримэн в молодости стал членом методистской церкви и в 1837 году отправился миссионером на Золотой берег. В 1842 году Фримэн и его помощники достигли территории Нигерии и основали миссию на юго-западе страны среди йоруба.

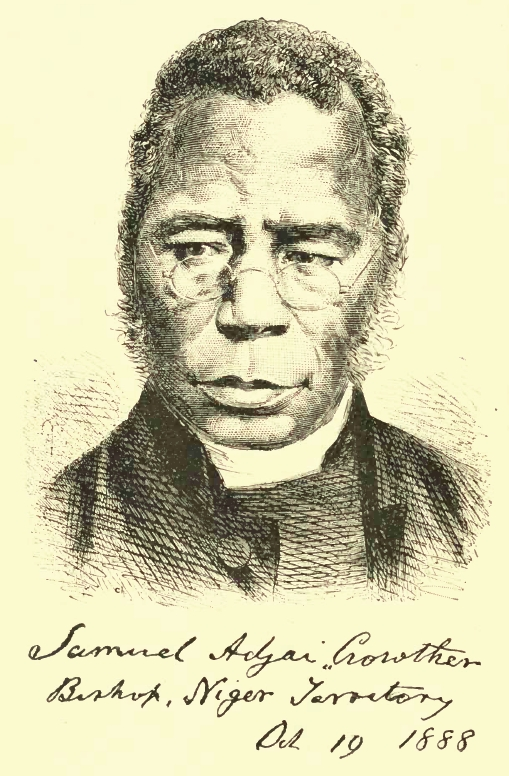
Самюэль Краутер, первый англиканский епископ Нигерии

В том же 1842 году англиканское Церковное миссионерское сообщество начало служение в городах Лагос, Абеокута и Ибадан. Ключевой фигурой англиканской миссии стал бывший раб Самюэл Кроутер (1807—1891).
В 1846 году на территорию Нигерии прибывают шотландские пресвитериане. Первым баптистским миссионером, поселившимся в Нигерии в 1850 году был Томас Боуэн (1814—1875). В 1914 была основана Баптистская ассоциация йоруба (сейчас — Нигерийская баптистская конвенция). В 1887 году Межденоминационная миссия Белфаста основала миссионерскую станцию на реке Ква Ибо. Миссионерская деятельность станции вскоре оформилась в создание межденоминационной евангельской Церкви Ква Ибо (сейчас — Объединённая евангельская церковь).
В 1918 году, на фоне эпидемии гриппа, в стране возникает «движение исцеления». Ряд общин данного движения позже установит контакты с американскими и британскими пятидесятниками и станет у истоков пятидесятнического движения в Нигерии. Свою историю к «движению исцеления» возводят две самые крупные пятидесятнические церкви страны — Апостольская церковь Христа и Апостольская церковь Нигерии. В 1939 году в страну прибывают миссионеры Ассамблей Бога. Церковь Бога присоединилась к ним в 1949 году, Международная церковь четырёхстороннего Евангелия — в 1957 году.
Длительное время британская администрация запрещала христианским миссионерам служить в северных «мусульманских» районах страны. Значительный вклад в распространение христианства на севере страны внесла Суданская внутренняя миссия, начавшая служение в Нигерии в 1935 году. В 1956 году усилия миссии привели к возникновению независимой Евангелической церкви западной Африки.
В XX веке в стране начали служение и другие протестантские деноминации — лютеране (1913), адвентисты (1914), плимутские братья (1925), Церковь Христа (1947), меннониты (1957).
В второй половине XX века в стране возникает целый ряд независимых пятидесятнических и харизматических церквей. В 1952 году Иосия Акиндайоми основывает Искупленную христианскую церковь Божью. В 1972 году Бенсон Идахоса начинает Международную миссию Церкви Бога. В 1975 году появляется Библейская церковь углублённой жизни. В 1986 году Давид Ойедепо начинает Всемирное служение «Живая вера», также известное как «Часовня победителей».

## Современное состояние

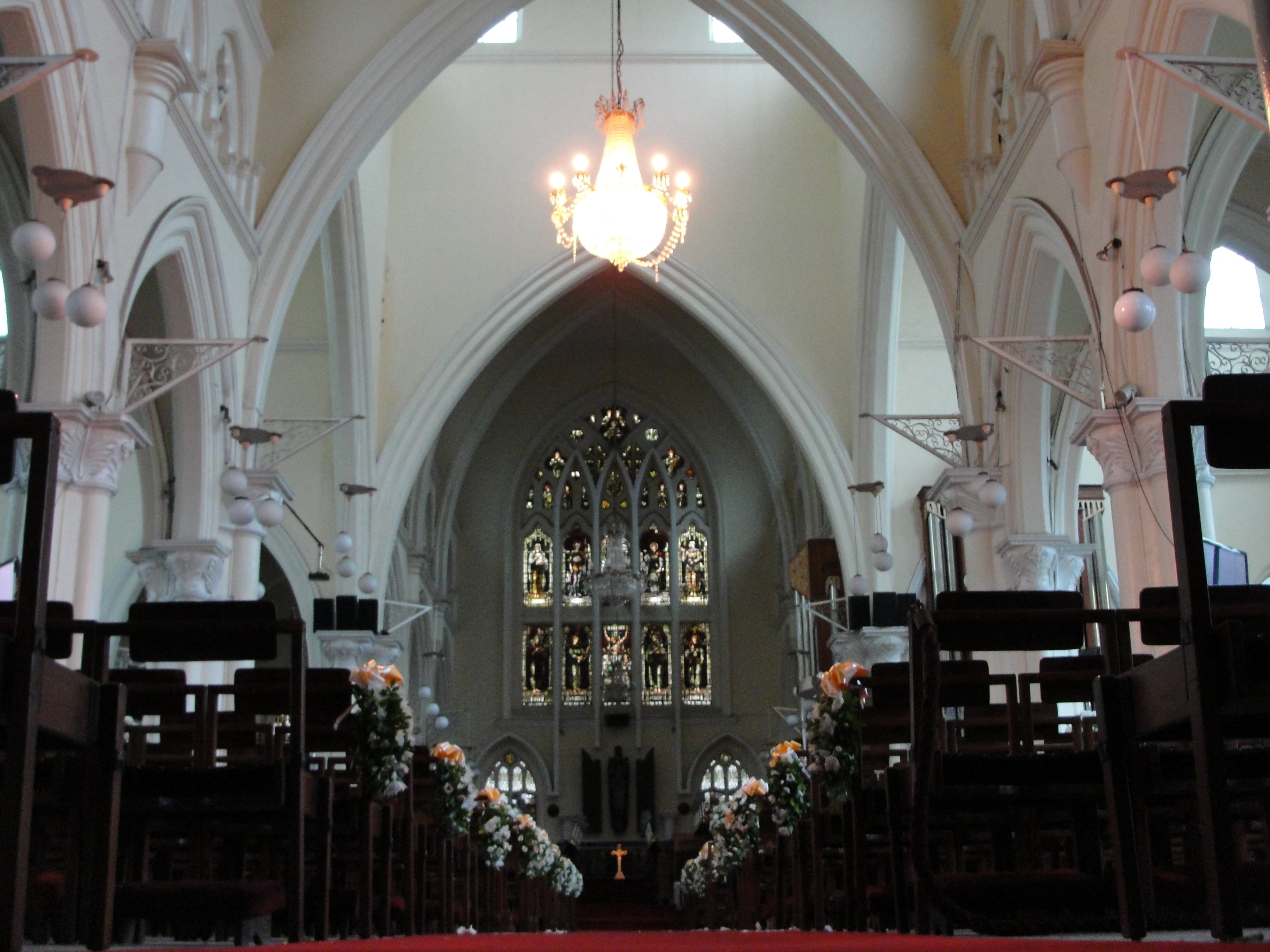
Храм Англиканской церкви Нигерии в Лагосе

Крупнейшей протестантской конфессией в стране остаются англикане. Англиканская церковь Нигерии насчитывает 20 млн прихожан.
Динамично развивающуюся группу представляют пятидесятники и независимые харизматы (18,2 млн в 2001 году). К данной конфессии относятся возникшие в Нигерии Апостольская церковь Христа (ок. 5 млн), Апостольская церковь Нигерии (4,5 млн), Международная миссия Церкви Бога (1,4 млн в 2000 году), Искупленная христианская церковь Бога (1,25 млн в 2000 году), Церковь Бога (Аладура) (1,25 млн в 2000 году), Библейская церковь углублённой жизни (0,8 млн в 2000 году), Часовня победителей (400 тыс. в 2000 году), Миссия евангельской веры (350 тыс. в 2000 году), Церковь апостольской веры (80 тыс. в 2000 году), Евангельские ассамблеи Нигерии (45 тыс. в 2000 году) и многие другие. В стране представлены и международные пятидесятнические церкви. Однако, за исключением Ассамблей Бога (2,6 млн), они добились меньшего успеха — Международная церковь четырёхстороннего Евангелия (150 тыс.), Церковь Бога (30 тыс.), Объединённая пятидесятническая церковь (8 тыс.), Церковь Бога пророчеств (7 тыс.), Пятидесятническая церковь Елим (6 тыс.), Церковь открытого библейского стандарта (3 тыс.).
По числу баптистов (6,55 млн) Нигерия стоит на втором месте в мире, уступая лишь США. Подавляющее большинство из них является прихожанами Нигерийской баптистской конвенции (до 6,5 млн, в том числе 3 млн — крещённые члены церкви). Помимо Нигерийской баптистской конвенции в стране действуют Баптистская конвенция Мамбила (Камеруна) (40 тыс.), Паломническая баптистская миссия (30 тыс.) и Бенинская объединённая баптистская миссия Нигерии (2 тыс.).
Межденоминационная Евангелическая церковь западной Африки сообщает о 5 млн прихожанах. Ещё одна межденоминационная Объединённая евангельская церковь насчитывает 260 тыс. прихожан.
В 1955 году ряд протестантских церквей страны объединились в формальную федерацию Братство церквей Христа в Нигерии. В настоящее время крупнейшей частью федерации является Лютеранская церковь Христа в Нигерии — 1,9 млн. В союз также входят три реформатские церкви (общая численность — 1,7 млн) и ряд других, весьма малочисленных церквей.
Другими протестантскими группами являются методисты (2 млн), плимутские братья (450 тыс.), Новоапостольская церковь (280 тыс.), адвентисты седьмого дня (267 тыс.), пресвитериане (214 тыс.), Ученики Христа (150 тыс.), Лютеранская церковь Нигерии (148 тыс.; не входят в Лютеранскую церковь Христа в Нигерии), Армия Спасения (30 тыс.), назаряне (15 тыс.), меннониты (14 тыс.), Христианский и миссионерский альянс (13 тыс.), квакеры.

## Интересные факты
- Один из нигерийских протестантских храмов — пятидесятническая «Скиния веры» внесён в книгу рекордов Гиннесса как самый вместительный храм в мире (50 тысяч посадочных мест)[16].

- В конце 2011 года в Лагосе был открыт ещё один пятидесятнический храм, претендующий на статус «самого крупного». Национальный храм Апостольской церкви Нигерии способен вместить 100 тыс. верующих одновременно[17].

- 12 ноября 2000 года в Лагосе состоялось богослужение с участием Рейнхарда Боннке, на котором собралось 1,6 млн человек[18]. Данное мероприятие было названо «крупнейшим собранием в истории христианского евангелизма»[19].

- Ежегодно в Нигерии проходит т. н. «Конгресс Святого Духа», проводимый пятидесятнической Искупленной христианской церковью Божией. Конгресс, проводимый в течение одной недели декабря, собирает до 6 млн верующих со всего мира[20]. Сама церковь полагает, что данное событие является крупнейшим в мире ежегодным молитвенным собранием.
- С 1925 года в Нигерии работает новое религиозное движение Нигерийская церковь объединённых Херувима и Серафима[21][22].